# Serang (Klangenan)
Serang is een bestuurslaag in het regentschap Cirebon van de provincie West-Java, Indonesië. Serang telt 4368 inwoners (volkstelling 2010).